# Acaríciame
Acaríciame es el nombre del segundo álbum del cantautor y compositor salvadoreño Álvaro Torres, producido por Juan Bau y publicado en 1977.

## Listado de canciones
1. Acaríciame
2. Algo más que tu cuerpo
3. Deja que mi corazón te ame
4. Hoy no te vi
5. Señora mía
6. Algo de ti
7. Luna de xelajú
8. Soy yo soy
9. El profeta
10. Y esto es vida?

(C) MCMLXXVII. Codiscos. S.A. de C.V. El Salvador.
- Datos: Q5552731